# Полив'янська сільська рада
Полив'янська сільська рада — колишній орган місцевого самоврядування у Миргородському районі Полтавської області з центром у c. Полив'яне.

## Населені пункти
Сільраді були підпорядковані населені пункти:
- c. Полив'яне
- с. Іващенки
- с. Купівщина
- с. Радченки